# Лібералізація економіки
Лібералізація економіки або економічна лібералізація — це послаблення державного регулювання та обмежень в економіці в обмін на більшу участь приватних структур. У політиці доктрина асоціюється з класичним лібералізмом і неолібералізмом. Коротше кажучи, лібералізація – це «усунення контролю» для стимулювання економічного розвитку. 
У 1980-х, 1990-х роках і в 21 столітті багато країн стали на шлях економічної лібералізації з метою підтримання або підвищення конкурентоспроможності свого бізнес-середовища. Політика лібералізації може включати або часто включає часткову або повну приватизацію державних установ і державних активів, більшу гнучкість ринку праці, нижчі податкові ставки для бізнесу, менше обмежень для вітчизняного та іноземного капіталу, відкриті ринки тощо. Підтримуючи лібералізацію, колишній прем'єр-міністр Великобританії Тоні Блер писав: «Успіху досягнуть ті компанії і країни, які швидко адаптуються, повільно скаржаться, відкриті і готові до змін. Завдання сучасних урядів - забезпечити, щоб наші країни змогли відповісти на цей виклик"[1].
У країнах, що розвиваються, економічна лібералізація більше стосується лібералізації або подальшого «відкриття» їхніх економік для іноземного капіталу та інвестицій. Три найбільш швидкозростаючі економіки, що розвиваються сьогодні: Бразилія, Китай та Індія - досягли швидкого економічного зростання за останні кілька років або десятиліть, частково завдяки лібералізації своїх економік для іноземного капіталу[1].
Багатьом сучасним країнам, особливо країнам третього світу, можливо, не було іншого вибору, окрім як «лібералізувати» свою економіку, щоб залишатися конкурентоспроможними в залученні та утриманні як внутрішніх, так і іноземних інвестицій. Це називається фактором TINA, що означає « немає альтернативи ». Наприклад, у Китаї після Культурної революції були запроваджені реформи .  Подібним чином на Філіппінах спірні пропозиції щодо зміни Статуту включають внесення змін до економічно обмежувальних положень їхньої конституції 1987 року . 
За цим показником протилежністю лібералізованій економіці є такі економіки, як економіка Північної Кореї з їхньою «самодостатньою» економічною системою, яка закрита для зовнішньої торгівлі та інвестицій (див. автаркію ). Однак Північна Корея не повністю відокремлена від світової економіки, оскільки вона активно торгує з Китаєм через великий прикордонний порт Даньдун і отримує допомогу від інших країн в обмін на мир і обмеження їхньої ядерної програми.   Іншим прикладом можуть бути багаті нафтою країни, такі як Саудівська Аравія та Об’єднані Арабські Емірати </link>, які не бачать потреби далі відкривати свою економіку для іноземного капіталу та інвестицій, оскільки їхні запаси нафти вже забезпечують їм величезні прибутки від експорту.
Економічна лібералізація стосується внутрішньої дерегуляції та лібералізації торгівлі, наприклад, вільної торгівлі.

## Потенційні вигоди
Лібералізація дає можливість сектору послуг конкурувати на міжнародному рівні, сприяючи зростанню ВВП та надходженню іноземної валюти. Таким чином, експорт послуг є важливою частиною стратегій зростання багатьох країн, що розвиваються. ІТ-послуги Індії стали конкурентоспроможними на світовому ринку, оскільки багато компаній передали певні адміністративні функції на аутсорсинг країнам, де витрати (зокрема, заробітна плата) нижчі. Крім того, якщо постачальники послуг у деяких країнах, що розвиваються, недостатньо конкурентоспроможні, щоб досягти успіху на світових ринках, іноземні компанії будуть залучені до інвестування, приносячи з собою міжнародний «передовий досвід», кращі навички та технології.[1] Прихід іноземних постачальників послуг може бути як позитивним, так і негативним явищем. Наприклад, це може призвести до покращення якості послуг для вітчизняних споживачів, підвищення ефективності та конкурентоспроможності вітчизняних постачальників послуг, а також просто до залучення ПІІ/іноземного капіталу в країну. Насправді, деякі дослідження показують, що зниження бар'єрів у торгівлі послугами на 50% протягом п'яти-десяти років призведе до глобального зростання економічного добробуту на суму близько 250 мільярдів доларів США на рік[1].
Зони преференційної торгівлі можуть посилити демократизацію під час торгівлі між іншими демократичними країнами. 

### Зниження рівня бідності
Прихильники економічної лібералізації стверджують, що вона зменшує бідність.[10] Інші коментатори стверджують, що через економічну лібералізацію бідність у світі зростає, а не зменшується,[11] а дані, надані Світовим банком, які повторюють, що бідність зменшується, є хибними.[12][13][14] Вони також стверджують, що поширення захисту прав власності на бідних є однією з найважливіших стратегій зменшення бідності, яку може реалізувати країна.[15] Забезпечення прав власності на землю, найбільшого активу для більшості суспільств, є життєво важливим для їхньої економічної свободи. [15] [16] Світовий банк дійшов висновку, що розширення прав на землю є «ключем до зменшення бідності», посилаючись на те, що права на землю значно збільшують добробут бідних людей, в деяких випадках подвоюючи його. [17] Підраховано, що визнання державою власності бідних дасть їм активи, які в 40 разів перевищують всю іноземну допомогу, надану з 1945 р. [15] [16]. [15] Хоча підходи різняться, Світовий банк заявив, що ключовими питаннями є безпека володіння та забезпечення низької вартості операцій з землею.[17] У Китаї та Індії помітне зниження рівня бідності за останні десятиліття відбулося переважно в результаті відмови від колективного землеробства в Китаї та скорочення урядової бюрократії в Індії.[18].

## Потенційні ризики
Лібералізація торгівлі несе в собі значні ризики, які вимагають ретельного економічного управління через відповідне регулювання з боку уряду. Дехто стверджує, що іноземні постачальники витісняють вітчизняних, і замість того, щоб сприяти інвестиціям та передачі навичок, це дозволяє іноземним постачальникам та акціонерам «привласнювати прибутки, виводячи гроші з країни»[1]. Таким чином, часто стверджується, що захист необхідний для того, щоб дати можливість вітчизняним компаніям розвиватися до того, як вони опиняться під впливом міжнародної конкуренції. Це також підтримується антропологом Труйо, який стверджує, що нинішня ринкова система зовсім не є вільним ринком, а радше приватизованим ринком (тобто, ринки можна «купити»). Інші потенційні ризики, що виникають внаслідок лібералізації, включають
- Ризики нестабільності фінансового сектора внаслідок глобального поширення
- Ризик відтоку мізків [6]
- Ризик погіршення навколишнього середовища [6]

- Ризик розкручування боргової спіралі через зменшення податкових надходжень серед інших економічних проблем (часто пов'язаний з реструктуризацією МВФ, хоча уряд штату Канзас наразі стикається з цією проблемою)[1].

- Ризик посилення нерівності за расовою, етнічною чи гендерною ознакою. Наприклад, за словами антрополога Лілу Абу-Лугод, на нових ринках ми спостерігаємо зростання гендерної нерівності, оскільки жінки втрачають трудові можливості, які існували до лібералізації ринку.

Однак дослідники аналітичних центрів, таких як Інститут закордонного розвитку, стверджують, що ризики переважають над перевагами і що необхідне ретельне регулювання[1]. Наприклад, існує ризик того, що приватні провайдери «знімуть вершки» з найприбутковіших клієнтів і перестануть обслуговувати певні збиткові групи споживачів або географічні регіони. Проте такі проблеми можна вирішити за допомогою регулювання та зобов'язань щодо надання універсальних послуг у контрактах або при ліцензуванні, щоб запобігти виникненню такої ситуації. Звичайно, це несе в собі ризик того, що такий бар'єр для входу відлякуватиме міжнародних конкурентів від входу на ринок. Прикладами такого підходу є Хартія фінансового сектору Південної Африки або індійські медсестри, які популяризували професію медсестри в самій Індії, що призвело до стрімкого зростання попиту на медсестринську освіту та відповідної реакції з боку пропозиції[1].
Торгівля між автократіями та демократіями може посилити відкат демократії .  Wandel durch Handel або «Зміни через торгівлю» критикували за непряме фінансування автократичних режимів. 

## За регіонами
- Лібералізація економіки в Індії
- Лібералізація економіки в М'янмі
- Лібералізація економіки в Пакистані
- Вплив економічної лібералізації на освіту в Таджикистані
- Балтійський тигр (Естонія, Латвія, Литва, прибл. 2000 – тепер)
- Економіка Куби, починаючи з 1994 року та прискорюючись за Рауля Кастро
- Індонезійський економічний бум, який почався після відділення Східного Тимору в 1999 році з початком 21 століття.

## Історичні приклади
- Дукс комерція
- Економічна лібералізація в епоху після Другої світової війни
- Китайська економічна реформа
- Перебудова (Радянський Союз)
- Економічна історія Бразилії 1980-1990-х років
- Чудо Чилі
- Đổi Mới (В'єтнам)